# Ochtheosus franzi
Ochtheosus franzi är en skalbaggsart som beskrevs av Manfred A. Jäch 1998. Ochtheosus franzi ingår i släktet Ochtheosus och familjen vattenbrynsbaggar. Inga underarter finns listade i Catalogue of Life.